# Georgette Clerc
Pour les articles homonymes, voir Clerc.
Georgette Clerc, née le 17 août 1912 à Saillagouse (Pyrénées-Orientales) et morte le 12 avril 1986 à Perpignan (Pyrénées-Orientales), est une militante communiste et résistante française.
Georgette Clerc adhère au Parti communiste en 1936. Elle participe aux Brigades internationales en Espagne de 1936 à 1938 puis travaille comme secrétaire pour le Comité central du Parti communiste d'Espagne à Barcelone jusqu'en 1939. Rentrée en France, elle part s'installer dans l'Yonne à la demande du Parti. Après la défaite, elle retourne à Saillagouse et vécut avec son mari René Landais à Catllar (où naquit en février 1947 leur fils Pierre, Antoine),. Elle déménage, à la demande de la direction clandestine du Parti, pour Orléans (Loiret) en 1943. Elle abrite alors à son domicile une imprimerie clandestine, éditant tracts et journaux clandestins. Elle fut également agent de liaison entre Orléans et Paris et cacha des militants fugitifs. Elle est décorée de la Médaille nationale de la Résistance à la Libération.[réf. nécessaire]
A Saillagouse, de par sa grande culture littéraire, elle exerce une forte influence sur son cousin Antoine Cayrol qui deviendra, sous le nom de Jordi Pere Cerdà, un écrivain d'expression catalane de premier plan.